# Gärdesta

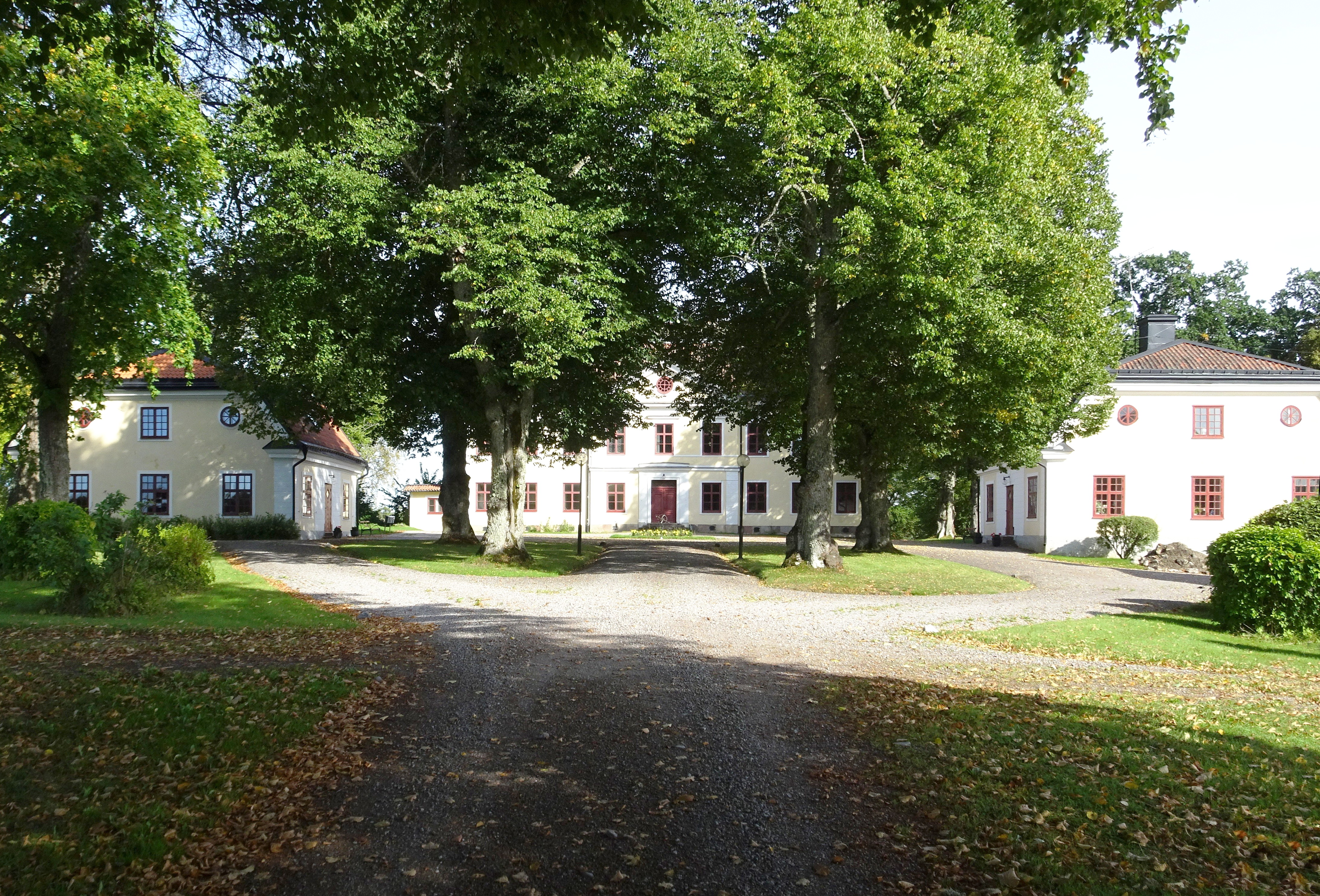
Gärdesta gård, huvudbyggnad och flyglar i september 2021.

Gärdesta är en herrgård och ett före detta fideikommiss i Lästringe socken, Nyköpings kommun, Södermanland. Godset ligger vid Fårsjön cirka 600 meter söder om Lästringe kyrka.

## Förhistorisk tid
Efterleden -sta i Gärdesta är en ålderdomlig namnform som härstammar från senare delen av järnåldern. Flera gravfält finns väster om gården, gravfältet rymmer även kristna gravar. Det största omfattar cirka 45 fornlämningar bestående av omkring sex gravhögar och 39 runda stensättningar. Under bronsåldern var nästan hela odlingsmarken runt Gärdesta täckt av vatten där Fårsjön är en sista rest. Höjderna längs den dåtida sjöns stränder kantas av lämningar från brons- eller äldre järnålder som är vända mot den öppna dalgången.

## Historik

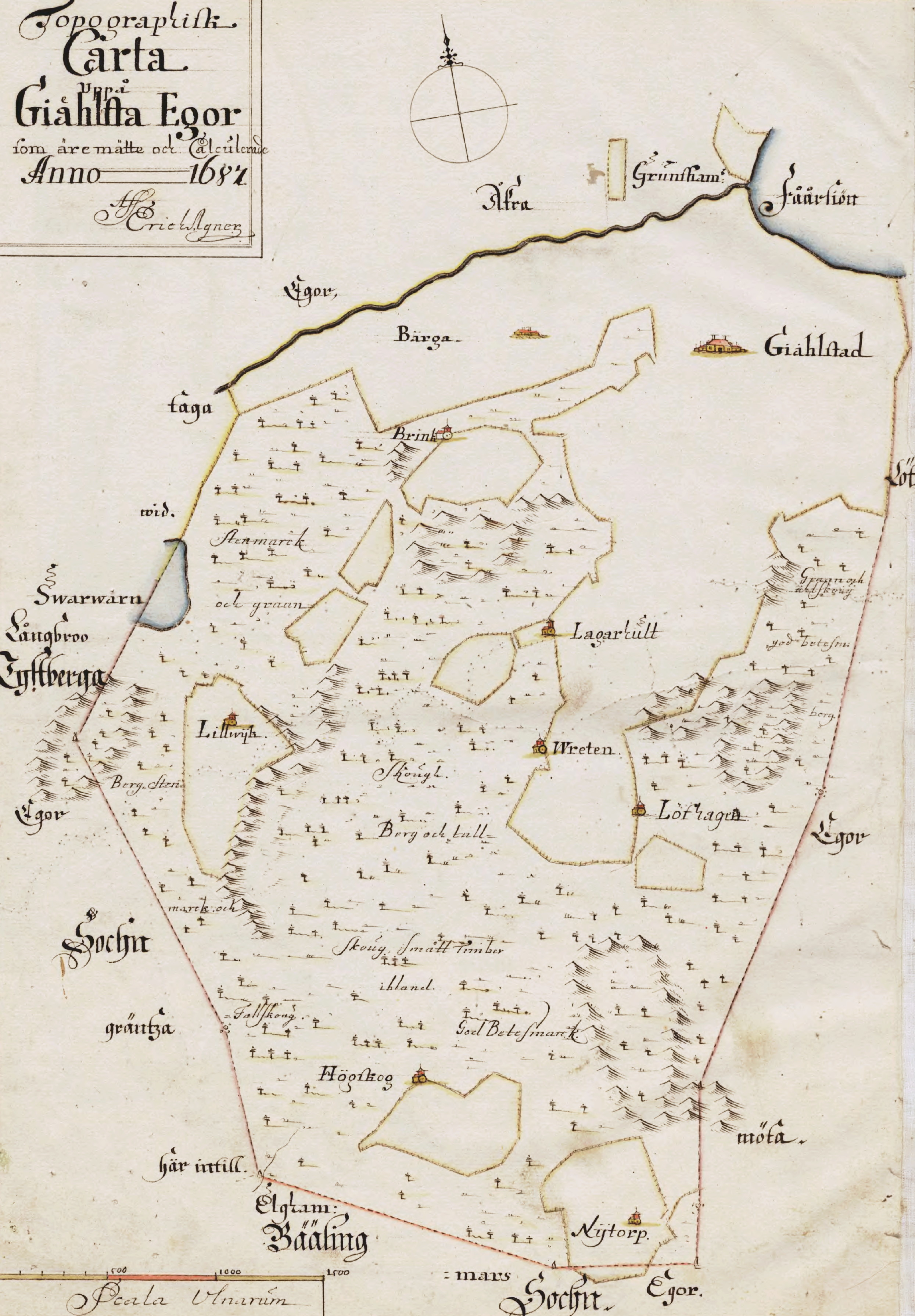
Eric Agners "Carta uppå Giählsta Egor" från 1687.

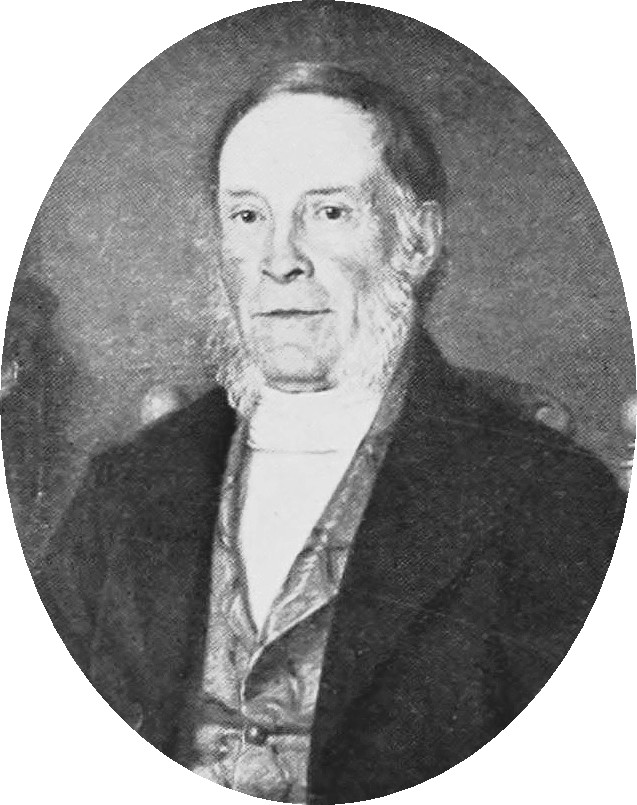
Axel Wilhelm Löwen gjorde Gärdesta till fideikommiss 1782.

Gärdesta förekommer i skrift första gången 1408, då omnämns en staffan j Gærdhastom. Gärdesta tillhörde på 1500-talet Vasaätten och kom 1569 genom en donation av hertig Karl till Siward Kruse af Elghammar (död 1571), som var den förste medlemmen i adelsätten Kruse af Elghammar. Han fick två hemman i Lästringe socken, båda belägna strax söder om Lästringe kyrka, av vilka han skapade en frälsegård. 
Gården ärvdes av sonen Måns Kruse af Elghammar (1555-1621), lagman i Värmland. Möjligtvis hade han hunnit göra gården till säteri innan han avled 1621. I varje fall fanns säteriet där 1630. Egendomen ärvdes sedan av änkan Anna Hansdotter (Gylle). Gärdesta kallades Giählsta på kartor från 1600-talet. På Carta uppå Giählsta Egor upprättat 1687 av kartografen Eric Nilsson Agner framgår gårdens bebyggelse och ägor.
Efter en del tvister och trassliga ägotransaktioner övergick gården till släkten Lillie af Aspenäs, men drogs in till kronan genom reduktionen. Gården löstes ut av hovrättspresidenten Jonas Schönberg. Han följdes av dottern Anna Christian Schönberg, gift med assessorn Erik Ehrenheim. År 1731 övertogs egendomen av deras son Johan Ehrenheim. Därefter hade Gärdesta flera olika ägare och köptes 1773 av friherre Axel Vilhelm Löwen på Sjösa gård, som gjorde det 1782 till fideikommiss för sin yngre son, friherre August Johan Löwen (1778–1816). 
Sedan den äldre sonens ätt utslocknat, tillföll även fideikommissen Sjösa och Trollesund den yngre linjen. Som innehavare av Trollesund heter den Trolle-Löwen med Otto Vilhelm Fabian Trolle-Löwen som blev ägare till Gärdesta 1816. Den siste fideikommissarien friherre kammarherre August Axel Fredrik Fabian Trolle-Löwen (1933-2009)  tillträdde 1941. Efter hans död är fideikommisset under avveckling. Gärdesta beboddes inte av fideikommissets innehavare, de höll till på Sjösa gård och Gärdesta hyrdes ut. På 1960- och 1970-talen hyrdes Gärdesta av diplomaten Adolf Croneborg och hans hustru Lolly von Geijer som fyllde sitt hem med släktminnen och ambassadörsminnen från tiden i Egypten.

### Interiörbilder
Fotografen Erik Liljeroth gjorde 1968 en serie interiörbilder på Gärdesta när Adolf Croneborg med hustru Lolly von Geijer bebodde gården. Bildserien hörde till bokpublikationen Slott och herresäten i Sverige (Södermanland 1). Dessa fotografier digitaliserades 2020 i ett samarbetsprojekt mellan Nordiska museet och Riksarkivet med målet att testa och utforska metoder för hur bildarkiv kan massdigitiseras. Liljeroths originalnegativ har format 6x6 cm, bilderna nedan är beskurna.

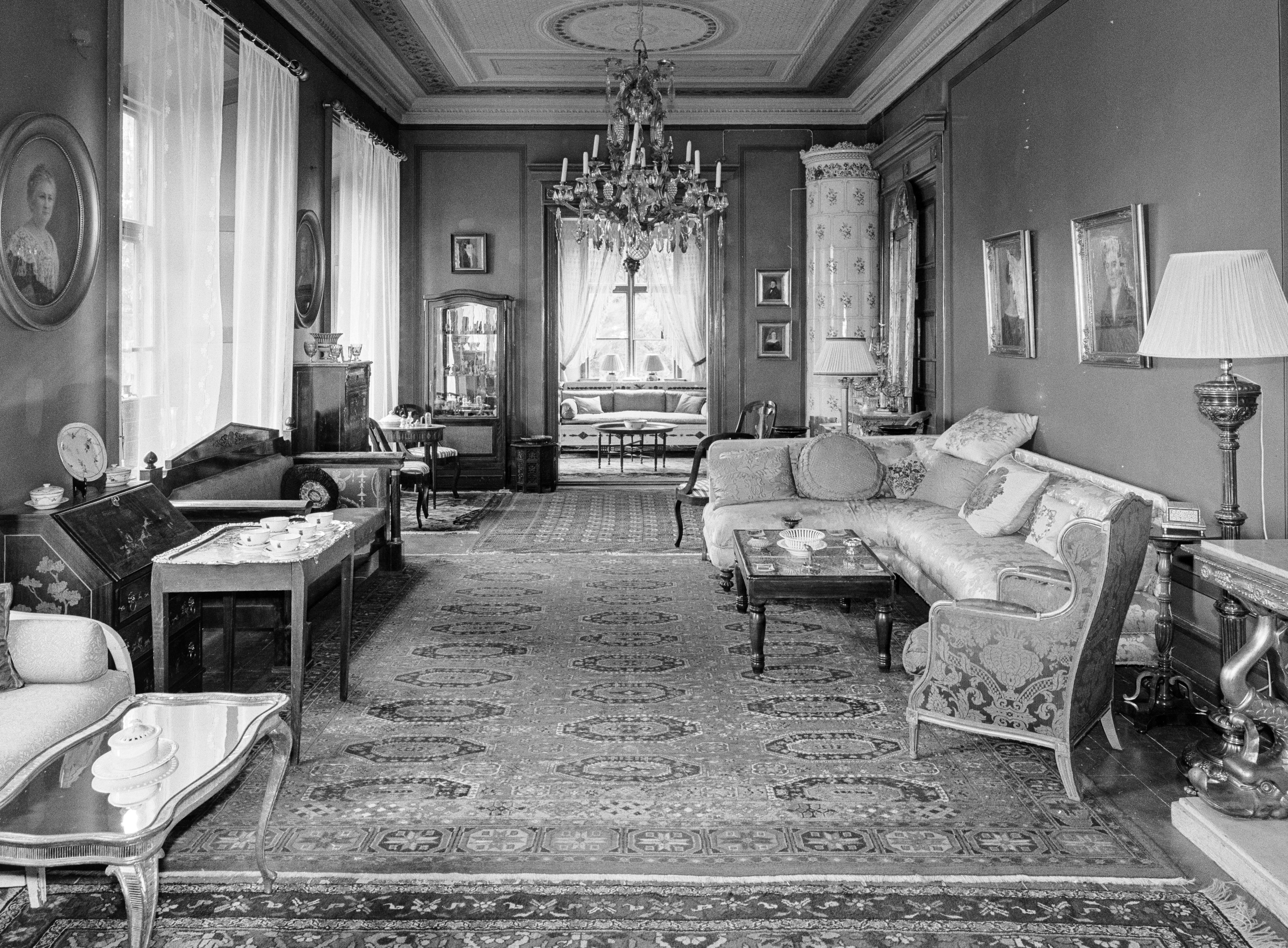
Salongen.
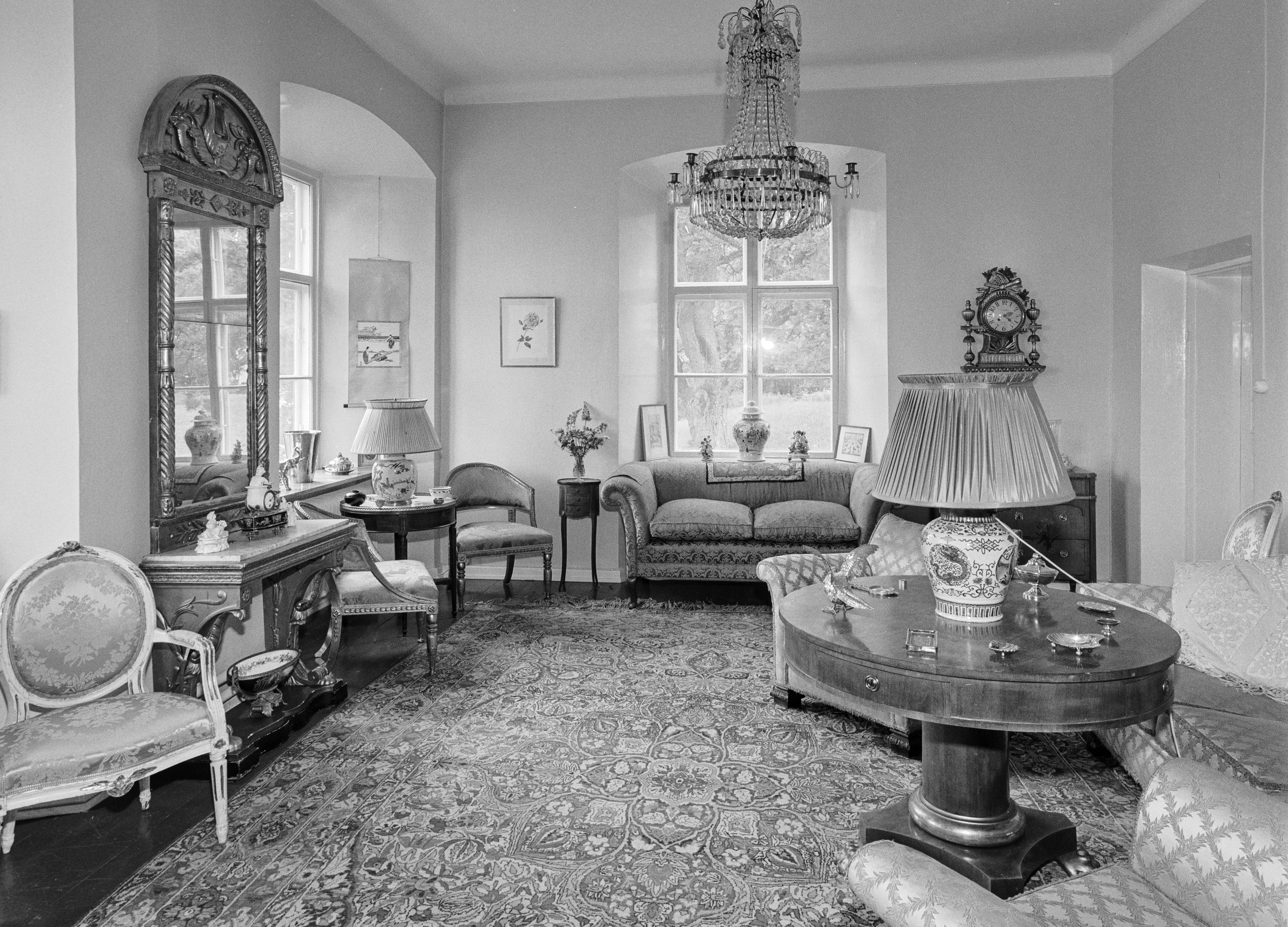
Förmak.
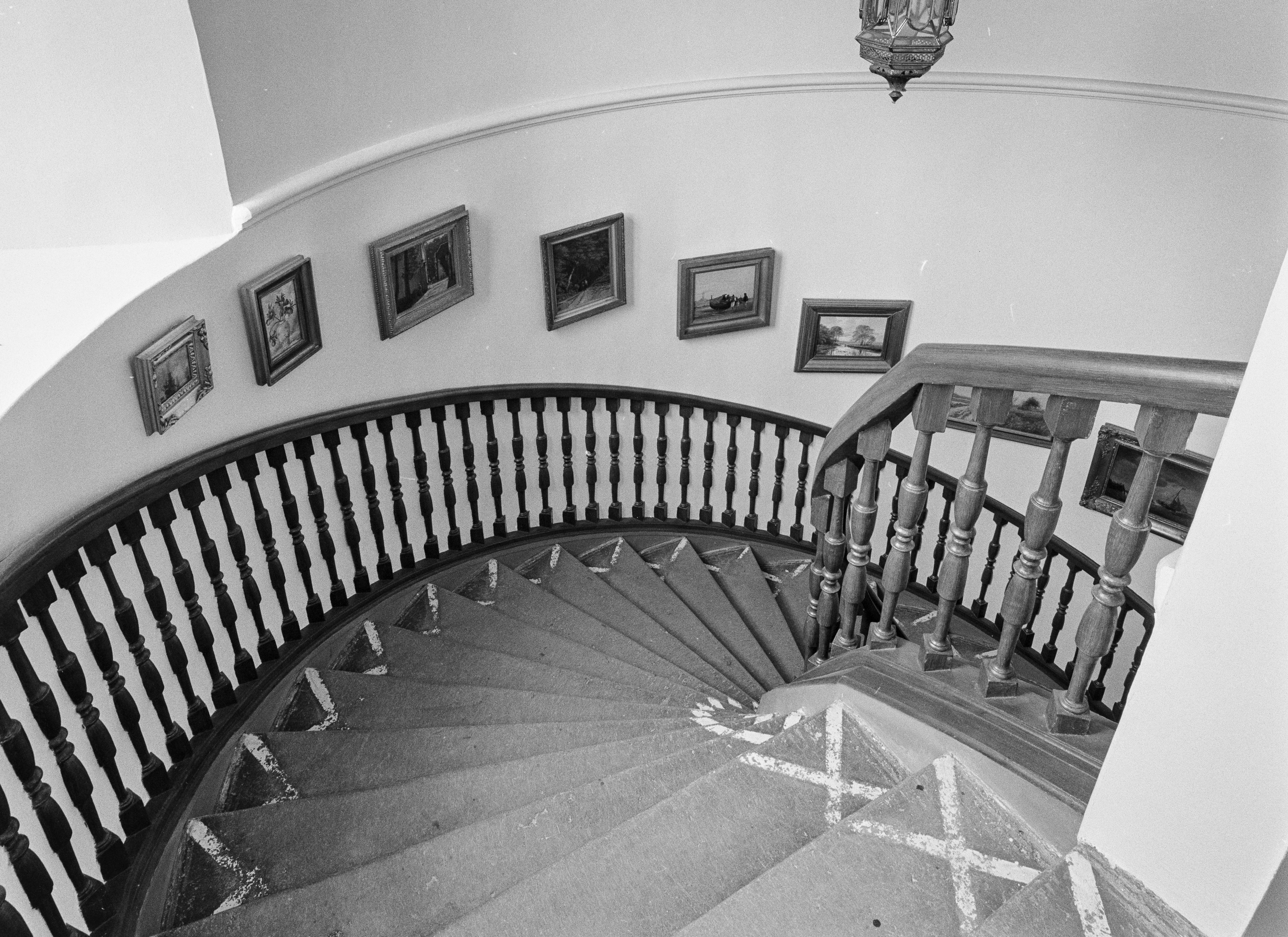
Trappa.
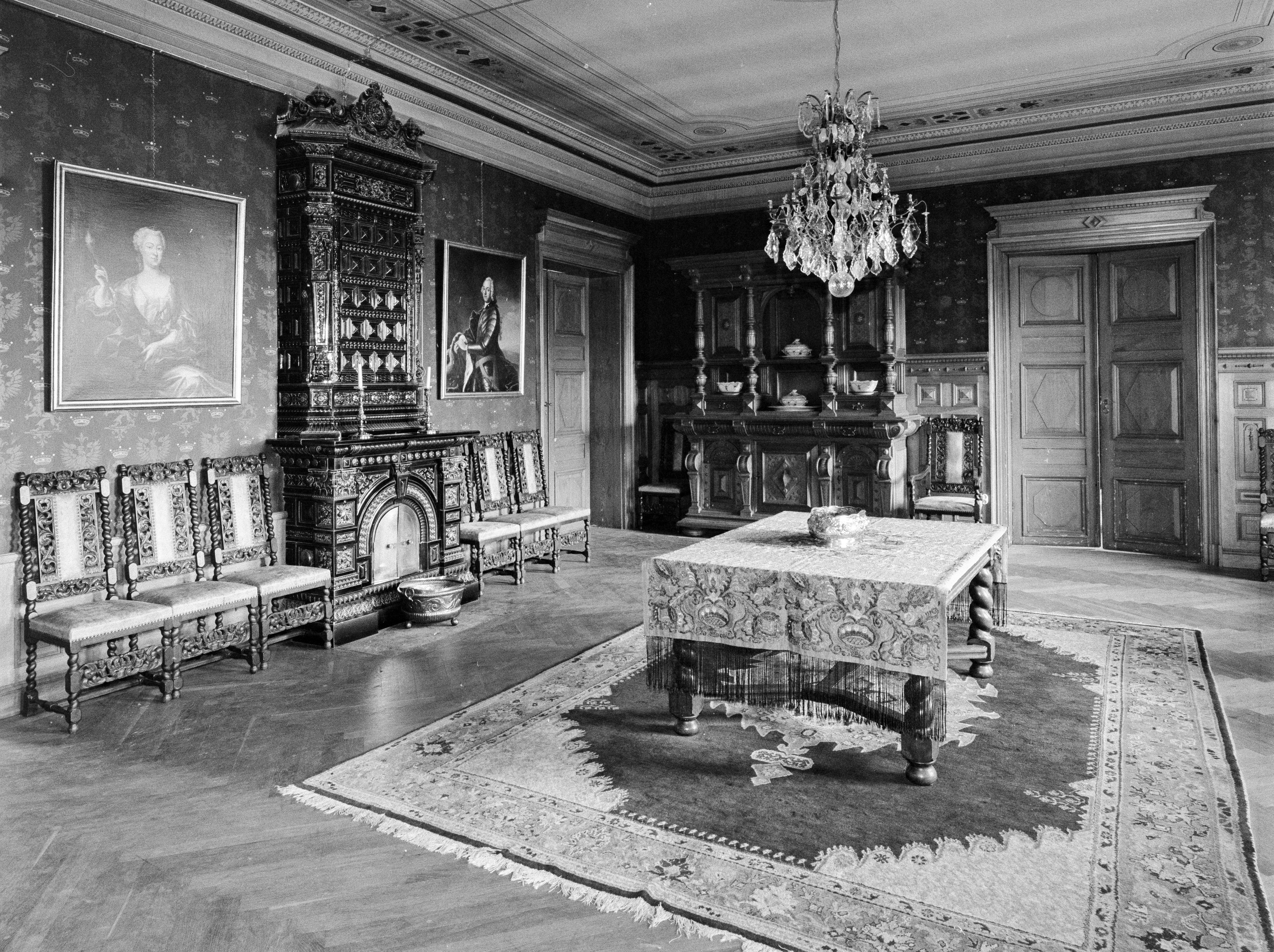
Matsal.

### Bebyggelsen

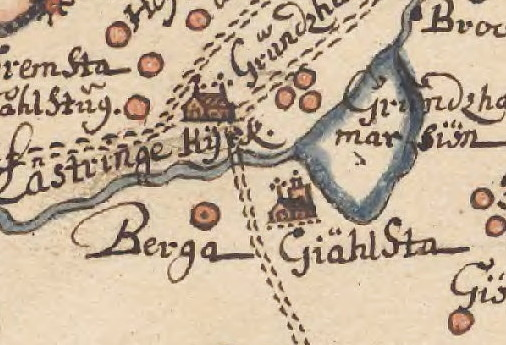
Giähl Sta (Gärdesta), gården på karta över Lästringe och Torsåker socken 1678.

Hur det äldsta Gärdesta såg ut vet man inte. Under Schönbergs tid på 1600-talets slut fanns här en mangård 19 meter lång och 9 meter bred samt två flygelbyggnader. Gärdestas nuvarande corps de logi tillkom på 1790-talet när August Johan Löwen var ägare. Han skapade således en värdig byggnad för det nyinstiftade fideikommisset. Det rör sig om en stenbyggnad i klassicistisk stil med nio fönsteraxlars längd och två våningar hög under ett brutet sadeltak. Entrésidan accentueras av en tre fönsteraxlars bred frontespis som avslutas över takfoten av en triangulär fronton. 
Husets arkitekt är okänt men planlösningen påminner om Björksund som ritades av Joseph Gabriel Destain på 1720-talet. Gärdestads bottenvåning gestaltades efter gamla inredningsideal med en mittenkorridor som löpet från gavel till gavel och ger tillträde till samtliga rum vid korridorens båda sidor. En svängd trappa leder upp till övervåningen. Den har högre takhöjd som signalerar att detta är den ursprungliga representationsvåningen. Här dominerar stora salen med en renässanskakelugn, ekboasering och mörka tapeter med det Löwenska vapnet som mönster. Flera rum bevarar sin karaktär i gustaviansk stil. 
Huvudbyggnaden flankeras i väster av två fristående flyglar, även de i sten i en våning och med brutna valmade sadeltak. Anläggningen nås via en allé från landsvägen i väster. Huvudbebyggelsen omges av en trädgård i söder med några äldre rödfärgade timmerbyggnader. Ekonomibyggnaderna ligger söder om trädgården. Arbetarbostäderna ligger väster om herrgården. 
Egendomen omfattade 1970 en areal om 2 060 hektar, varav 345 hektar åker och resten skog. Ägorna sträcker sig från Fårsjön söderut och förbi Lästringe. På gården drivs skogsbruk av ägarfamiljen Trolle-Löwen i form av ett aktiebolag medan jordbruket är utarrenderat.

### Torp
Till Gärdesta hörde flera torp, samtliga är från 1600-talet och finns redovisade på sockenkartan från 1678 (från norr till söder):
- Berga
- Brink
- Lillvyk (Lillvik)
- Laggartorp (Lagarhult)
- Wreten (Vreten)
- Löfhagen (Lövhagen)
- Högskog
- Nytorp

### Nutida bilder

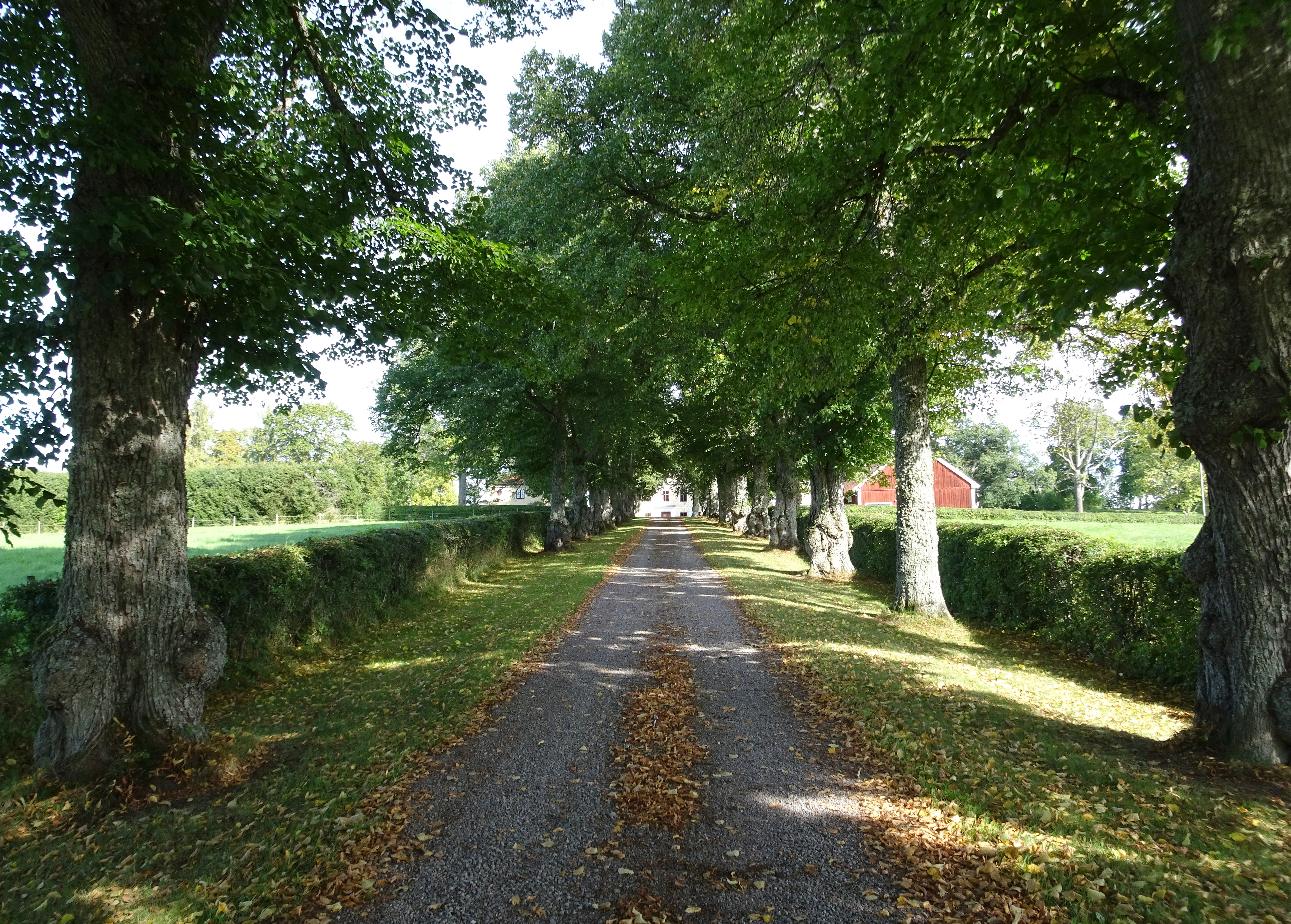
Allén.
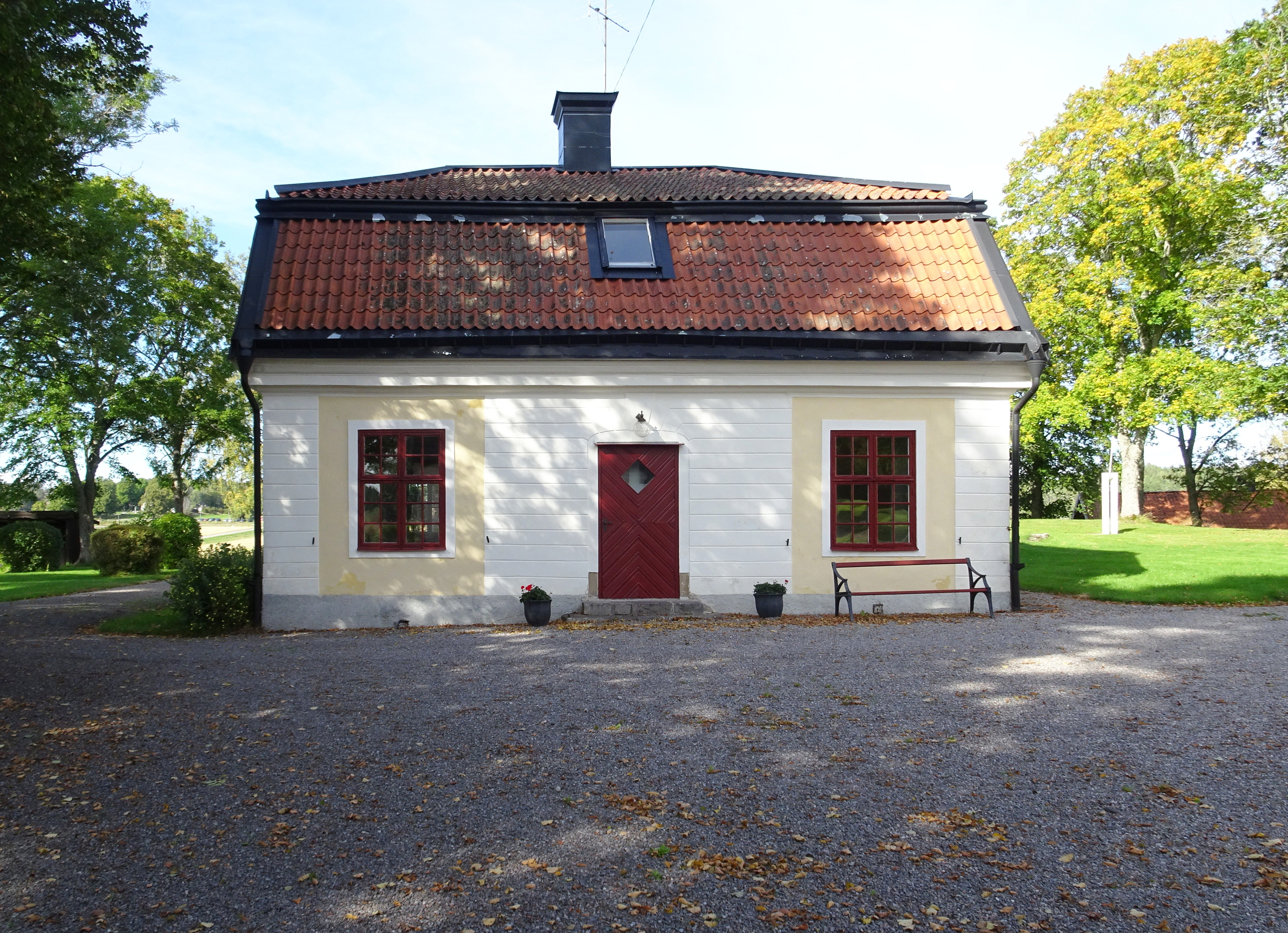
Norra flygeln.
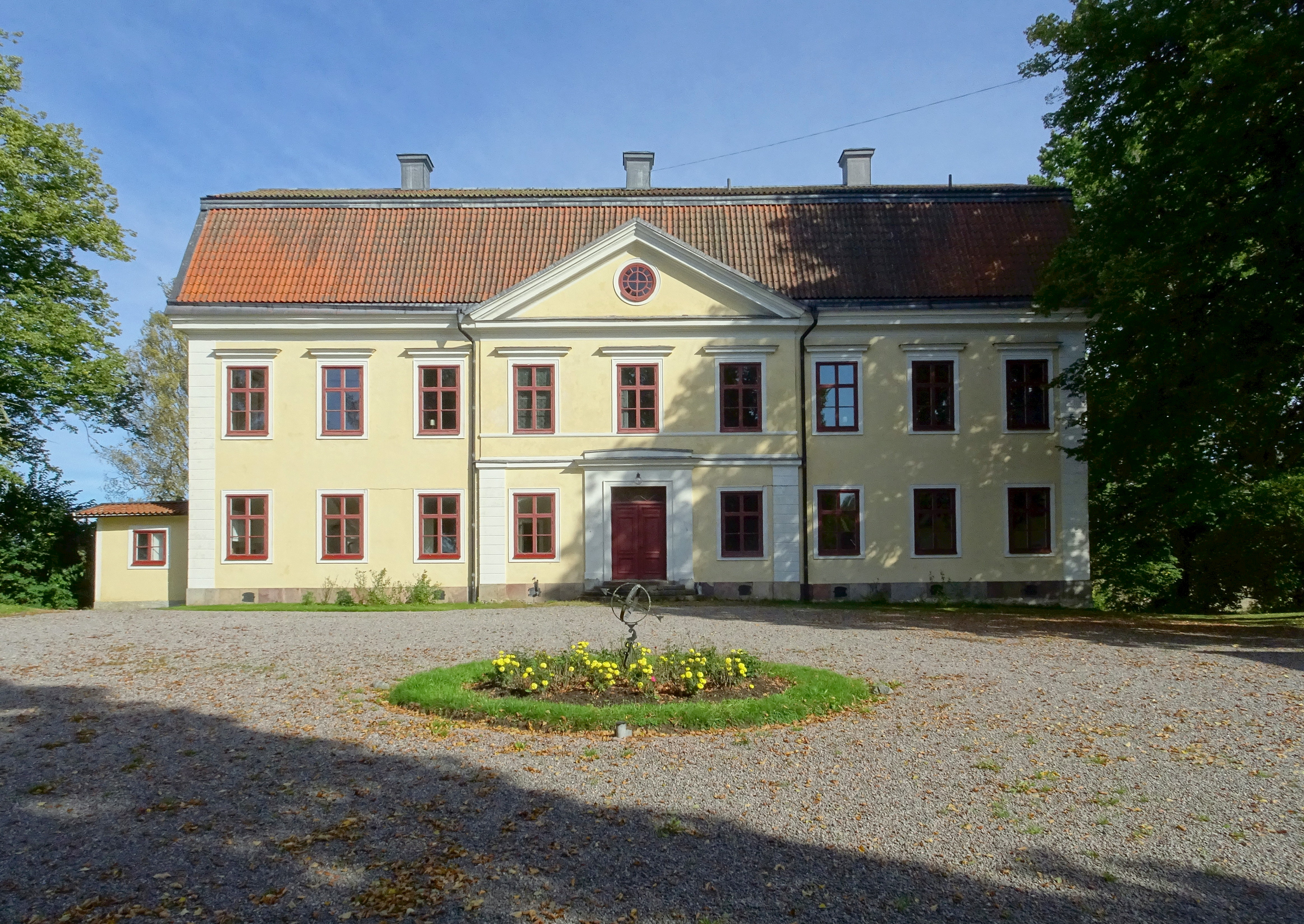
Huvudbyggnaden.
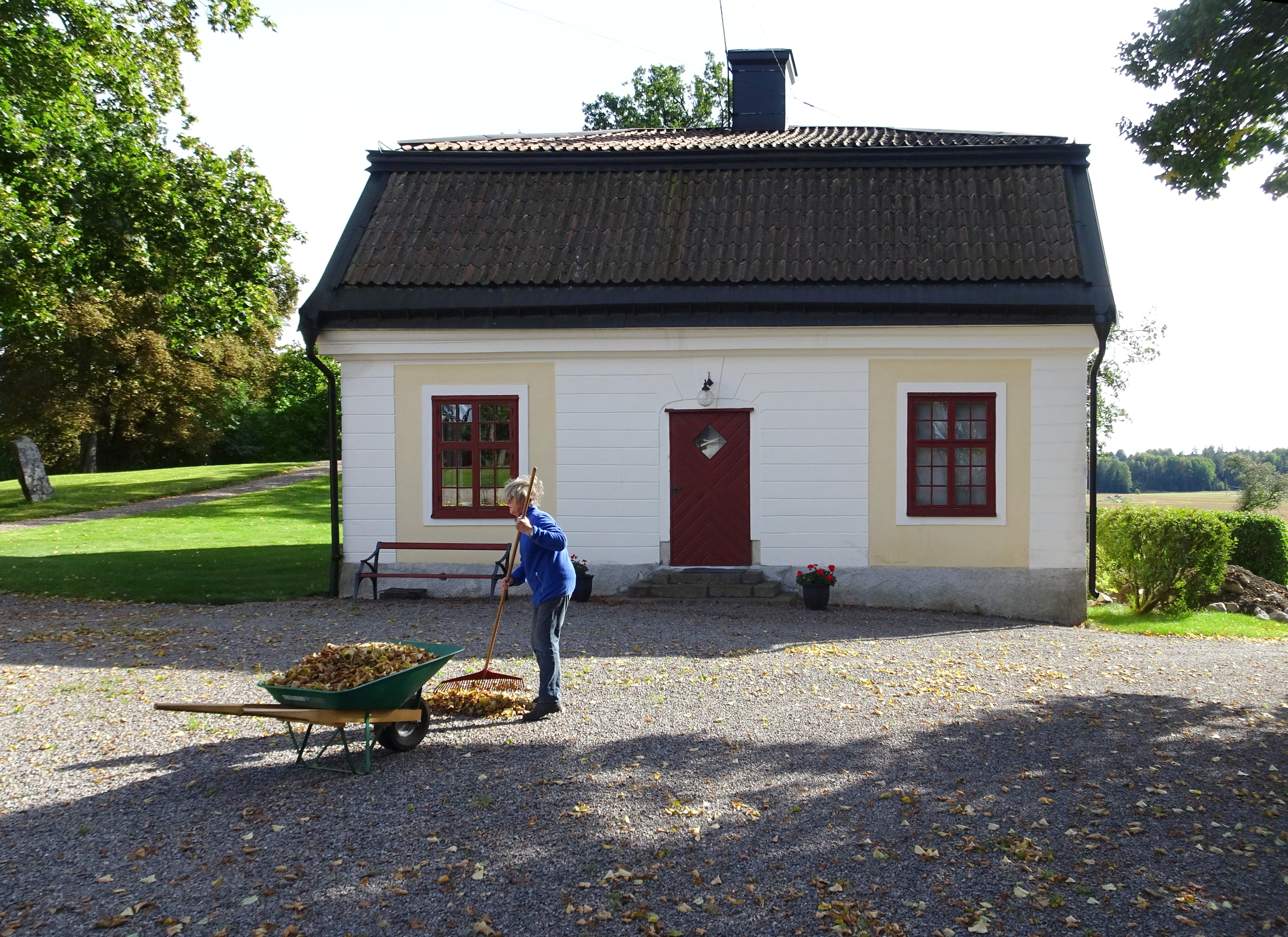
Södra flygeln.

## Ägarlängden
- 1569 – Siward Kruse af Elghammar
- 1571 – Måns Kruse af Elghammar
- 1621 – Christian Lillie
- 1655 – Per Lillie
- 1685 – Jonas Schönberg
- 1695 – Anna Christina Schönberg
- 1731 – Johan Ehrenheim
- 1751 – Erland Broman
- 1759 – Isak Olivecrona
- 1773 – Axel Wilhelm Löwen
- 1782 – August Johan Löwen
- 1816 – Otto Vilhelm Fabian Trolle-Löwen
- 1863 – Erik August Otto Trolle-Löwen
- 1896 – August Otto Ludvig Trolle-Löwen
- 1941 – August Axel Fredrik Fabian Trolle-Löwen